# Ctenotrachelus macilentus
Ctenotrachelus macilentus är en insektsart som beskrevs av Carl Stål 1872. Ctenotrachelus macilentus ingår i släktet Ctenotrachelus och familjen rovskinnbaggar. Inga underarter finns listade i Catalogue of Life.